# Серпнева революція 1963 року у Конго
Серпне́ва револю́ція 1963 ро́ку у Ко́нго — виступ широких народних мас Конго проти антинародного неоколоністичного режиму президента Ф.Юлу.
Диктаторські методи правління Юлу, прийняття закону про введення однопартійної системи (квітень 1963 року), поліцейські репресії (в червні 1963 року було заарештовано більшість профспілкових діячів, звільнені пізніше під тиском профспілок) викликали зростання обурення населення.
В липня лідерами профоб'єднань Конго був створений Національний комітет об'єднаних робітничих організацій, який вимагав від уряду відновлення демократичних свобод. Комітет призначив на 13 серпня загальний страйк. Страйкували робітники та службовці Браззавіля, Пуент-Нуара, Долізі (Лубомо), Жакоба (Нкаї). Страйк переріс у загальний народний виступ. Серпнева революція (13-15 серпня) отримала у конголезців назву «Три славних дні». Її учасники вимагали знищення корупції та непотизму в урядових колах, прийняття невідкладних мір для розвитку економіки країни, покращення положення працівників та скорочення безробіття, відміни закону про створення єдиної політичної партії.
Оголошення урядом осадового положення та комендантської години ще більше підняло маси. Французький уряд віддав наказ французьким військам, що знаходились в Конго, допомогти конголезькій армії «відновити порядок». В ніч на 14 серпня в Браззавілі з Чаду та ЦАР були перекинуті допоміжні французькі військові підрозділи. Конголезька армія не надала підтримки Юлу. 15 серпня в ході демонстрації перед президентським палацом, в якій брало участь 10 тисяч осіб, була висунута вимога про відставку Юлу. Того ж дня він пішов у відставку. 16 серпня 1963 року був створений тимчасовий уряд на чолі з А.Массамба-Деба, який розпустив Національні збори, оголосив амністію політв'язнів, створив комісію для створення нової конституції країни.